# 山中千之
山中 千之（やまなか かずゆき、1877年1月23日 - 没年不明）は、明治・大正期日本の外交官。元国際連盟委任統治委員。

## 人物
青森県弘前市笹森町生まれ。1896年青森県第一尋常中学校（現青森県立弘前高等学校）卒業。1900年高等商業学校（現一橋大学）本科卒業。1902年同専攻部銀行科卒業。同期に出淵勝次元駐米大使、鈴木榮作元シドニー総領事、高嶋菊次郎元中支那振興総裁、上田貞次郎元帝国学士院会員など。
1903年在ホノルル領事館領事官補。1906年在フランス大使館三等書記官。1908年在アンヴェルス領事。1912年臨時外務省事務従事、大臣官房電信課兼人事課臨時勤務（領事）。1913年在ベルギー公使館二等書記官。
1914年駐ベルギ―臨時代理公使。同年在スウェーデン公使館二等書記官。1918年臨時外務省事務従事、大臣官房文書課長心得、官報報告主任、統計主任（公使館一等書記官）。平和条約実施委員・総領事も務め、1921年から在ベルギー大使館参事官。1923年依願退官。1928年まで国際連盟委任統治委員会委員を務めた。

## 親族
父山中卯太郎は養蚕業者で弘前市会議長も務めた。弘前藩家老を務めた山中逸郎は祖父。妻の貞子は珍田捨巳元外務次官の子。佐藤愛麿元駐米大使は叔父。妹よしは丸瀬寅雄元臨時議院建築局理事の妻。

## 栄典
- 1907年 フランス共和国レジオンドヌール勲章シュヴァリエ[18]
- 1912年 フランス共和国オフィシエ・ド・ランストリュクション・ピュブリック（フランス語版）[19]
- 1918年 ベルギー王冠勲章（英語版）コマンドール[20]
- 1920年 正五位[21]
- 1920年 勲三等旭日中綬章[22]
- 1923年 従四位[23]